# Air Berlin
Air Berlin PLC & Co. Luftverkehrs KG, выступающая чаще всего под именем airberlin, Air Berlin или airberlin.com — бывшая немецкая авиакомпания, второй авиаперевозчик Германии после авиакомпании Lufthansa. Код ICAO: BER. Член международного альянса oneworld (с 20 марта 2012 года), до этого была членом Европейской ассоциации бюджетных авиакомпаний.
Air Berlin сформировал альянс airberlin group с «бюджетными» авиакомпаниями Niki, Belair и LTU. Air Berlin и её дочерние предприятия перевезли в 2013 году 31,5 млн пассажиров.

## История

### 1970-е годы
Air Berlin основана в июле 1978 года как американская авиакомпания, базировавшаяся в Орегоне (США). Начало полётов — в апреле 1979 года. В 1992 году приобретена группой немецких бизнесменов и базировалась в Германии. Air Berlin специализировалась на полетах в средиземноморский регион.

### 1990-е годы
После воссоединения Германии союзники потеряли и суверенитет над её воздушным пространством, так что понадобилась лицензия Федерального ведомства гражданской авиации Германии. 16 апреля 1991 года компания была переименована в Air Berlin GmbH & Co. Luftverkehrs KG. За последующие годы генеральный директор авиакомпании Йоахим Хунольд кардинально изменил её профиль. Бывшая маленькая чартерная авиалиния постепенно превратилась во вторую по величине авиакомпанию Германии с маршрутной сетью, подобной сети линейных авиакомпаний. С 1999 года Air Berlin является членом Международной ассоциации воздушного транспорта.

### 2000-е годы
В 2004 году Air Berlin основала совместно с австрийской авиакомпанией Niki первый европейский альянс на основе соглашения о снижении цен на воздушные перевозки. К 1 января 2006 года Air Berlin изменила свою организационно-правовую форму и превратилась из Общества с ограниченной ответственностью и Коммандитного товарищества в Открытое акционерное общество и Коммандитное товарищество. Выход на биржу состоялся 11 мая 2006 года.
В 2006 году Air Berlin купила немецкую авиакомпанию dba. В 2007 году было объявлено о поглощении компанией Air Berlin авиаперевозчика LTU. Также в 2007 году Air Berlin приобрела 49-процентный пакет акций Швейцарской авиакомпании Belair Airlines. В 2009 году Air Berlin PLC и TUI Travel PLC заключили долгосрочный стратегический альянс для обслуживания немецких маршрутов. Со вступлением в силу зимнего расписания на 2009/10 гг. Air Berlin переняла междугородную маршрутную сеть TUIfly.

### 2010-е годы
- airberlin Airbus A320-200 в Аэропорту Мюнхен
- airberlin Boeing 737-800 в oneworld alliance специальной раскраске
- airberlin Airbus A330
- airberlin Airbus A320-200 в специальной Etihad Airways Partners раскраске
- airberlin Boeing 737-700

В июле 2010 года было объявлено, что Air Berlin присоединяется к всемирному авиационному альянсу Oneworld. Стать полноправным членом альянса компания планирует в начале 2012 года.
В процессе подготовки к вступлению в авиаальянс Air Berlin заключила соглашение с авиакомпаниями American Airlines и Finnair о выполнении рейсов под совместными номерами (код-шеринг), начиная с момента вступления в силу зимнего расписания 2010—2011 г.г. К 01 апреля 2011 г. Air Berlin полностью интегрировала авиакомпанию LTU, приобретенную в августе 2007 г. Теперь существует единая система проведения рейсов, а все технические службы Air Berlin Group объединены в одну компанию «airberlin technik GmbH».
С 18 января 2016 года Air Berlin прекратит полеты в Россию в связи с сокращающимся спросом на авиаперевозки.

### 2017 год
- Компания объявила о банкротстве 15 августа 2017 года.
- 28 октября 2017 года компания прекратила свою деятельность[7]

| компания               | долевое участие |
| ---------------------- | --------------- |
| airberlin technik GmbH | 100 %           |
| Belair                 | 100 %           |
| NIKI                   | 49,9 %          |

## Экономические показатели
|                                   | 2003     | 2004     | 2005    | 2006    | 2007    | 2008    | 2009    | 2010    |
| --------------------------------- | -------- | -------- | ------- | ------- | ------- | ------- | ------- | ------- |
| Оборот [млн. €]                   | 863,2    | 1.033,9  | 1.215,2 | 1.575,4 | 2.536,5 | 3.400,7 | 3.240,3 | 3.723,6 |
| Прибыль [млн. €]                  | 36,7     | −2,9     | −115,9  | 40,1(1) | 21,0    | −75,0   | −9,5    | −97,2   |
| Количество сотрудников            | 1.956    | 2.146    | 2.764   | 4.108   | 8.360   | 8.311   | 8.278   | 8.900   |
| Количество пассажиров [тыс.]      | 10.019 ? | 12.055 ? | 17.505  | 19.702  | 27.863  | 28.559  | 27.911  | 33.593  |
| Коэффициент загрузки самолёта [%] | 76,72 ?  | 79,52 ?  | 75,23   | 75,27   | 77,22   | 78,36   | 77,26   | 76,79   |
| Количество самолётов к концу года | 46       | 47       | 79      | 117     | 124     | 125     | 152     | 169     |

(1) = позднее исправлено компанией Air Berlin.
Последние годы[когда?] компания хронически убыточна.
Потери увеличиваются, а чистый долг по состоянию на конец июня 2012 достиг рекордного уровня: 812 млн евро. Кроме того, кредит в 196 млн евро, полученный от Etihad Airways, практически исчерпан.
Попытки исправить положение путём сокращения рейсов и повышения цен за билеты не приводят к положительному результату.

## Флот воздушных судов
Основная масса перевозок осуществляется на самолётах, находящихся в аренде. На 30 июня 2016 г. авиакомпания владеет 137 самолётами.
На сентябрь 2015 средний возраст воздушного флота авиакомпании составляет 7,3 лет. Благодаря постоянным инвестициям в экономичные воздушные суда лайнеры Air Berlin отличаются экономным расходом топлива, а также низким уровнем эмиссии и шумов. В 2010 г. Air Berlin сократила средний расход на 1,1 процента до 3,60 литров на 100 пассажиро-километров. Ещё в мае 2001 г. авиакомпанией airberlin был приобретен первый в мире Боинг 737—800, оснащенный законцовками крыльев Blended Winglets, которые способствуют экономии топлива и сокращению выбросов вредных веществ в атмосферу. На сегодняшний день почти все самолёты воздушного флота Air Berlin оснащены этим специальным оборудованием. В феврале 2011 г. Air Berlin получила свой первый Боинг 737—800 с новым дизайном салона «Sky Interior». Все новые самолёты Боинг поколения Next Generation, приобретенные Air Berlin, в перспективе будут иметь улучшенный интерьер, отличающийся новым дизайном стенок и багажных полок, увеличенными оконными нишами и непрямым светодиодным освещением.
Из-за критического экономического состояния летом 2012 года принято решение о продаже части воздушных судов.

В Air Berlin трудоустроено более 9 тысяч человек, флот авиакомпании уже был сокращен в 2012 г. до 158 самолётов и вполне возможно станет ещё меньше.
11 сентября 2015 Air Berlin представила самолёт в ливрее «airdüsseldorf», названный так в честь одного из хабов перевозчика — Дюссельдорфа. Этим лайнером стал Airbus A321 D-ABCO.

## Air Berlin Technik
Компания Air Berlin Technik является частью Air Berlin Group и организацией, сертифицированной EASA Part 145. Насчитывая около 1200 сотрудников, она обслуживает как воздушные суда Air Berlin Group, так и самолёты других европейских авиакомпаний. Air Berlin Technik признается различными национальными ведомствами по вопросам воздушного сообщения, такими как FAA-145, США; CAA-145, Канада; EASA-145, Аруба; Федеральное агентство воздушного транспорта России и GCAA, Объединённые Арабские Эмираты.

## Бонусная программа
Программа лояльности клиентов AirBerlin называется TopBonus и насчитывает более 2,5 миллионов участников (по состоянию на апрель 2011 г.) На всех рейсах можно собирать баллы («мили»), которые впоследствии могут быть реализованы для полетов по всему миру (премиальные рейсы) или использованы для повышения класса билета на бизнес-класс. Наряду с картой TopBonus Card Classic существуют также карты со статусом Silver и Gold. Кроме того, за определённую плату предлагаются сервисная карта (Service Card) и кредитные карты.. Благодаря тому, что 20 Марта 2012 года AirBerlin стал полноправным участником альянса OneWorld, «статусные» карты лояльности дают возможность их обладателям провести время ожидания перед вылетом в бизнес-салонах аэропортов, а также накапливать «мили» на рейсах других авиакомпаний- членов OneWorld. Владельцы карт других авиакомпаний — членов альянса OneWorld также имеют возможность накапливать мили на рейсах AirBerlin и пользоваться положенными им привилегиями.

## Маршрутная сеть
В ноябре 2012 года маршрутная сеть регулярных перевозок авиакомпании Air Berlin включала в себя 170 пунктов назначения в 40 стран мира, из которых 23 аэропорта вылета и прилета находились в Германии и 10 — в России. В последние годы существования авиакомпании маршрутная сеть сокращалась.
Африка
- Алжир
- Египет
- Кения
- Марокко
- Намибия
- Южная Африка
- Тунис

Америка
- Багамские острова
- Куба
- Ямайка
- Мексика
- Доминиканская Республика
- Соединенные Штаты Америки
- Канада

Ближний Восток
- Объединенные Арабские Эмираты
- Ирак
- Израиль

Азия
- Китай
- Индия
- Камбоджа
- Мальдивские острова
- Сингапур
- Таиланд

Европа
- Австрия
- Армения
- Болгария
- Хорватия
- Дания
- Финляндия
- Франция
- Германия
- Греция
- Ирландия
- Исландия
- Италия
- Косово
- Мальта
- Черногория
- Норвегия
- Нидерланды
- Польша
- Португалия
- Великобритания
- Румыния
- Россия
- Испания
- Сербия
- Швеция
- Швейцария
- Турция

## Код-шеринг
- American Airlines (Oneworld)
- Bangkok Airways
- British Airways (Oneworld) (Июль 2011)
- Finnair (Oneworld)
- Hainan Airlines
- NIKI
- S7 Airlines (Oneworld)
- Pegasus Airlines

## Награды
- Telegraph Travel Award 2008[16]
- World Travel Award 2008[17]
- European Business Award 2009[16]
- oekom research 2009[16]
- Business Travel Award 2010[18]
- Spain Tourism Award (STAR) 2010[16]
- Skytrax World Airline Award 2010[19]
- Danish Travel Award 2010[16]
- TravelPlus Airline Amenity Bag Awards 2011[16]
- Marken-Award 2011[16]

## Галерея
- Airbus A319
- Boeing 737-800